# Marcos Senna
Marcos Antônio Senna da Silva, född 17 juli 1976 i São Paulo, Brasilien, är en brasiliansk-spansk före detta fotbollsspelare som spelade som mittfältare.
Senna började sin karriär i klubben Rio Branco. Efter att spelat för ett antal brasilianska klubbar köptes han av Villarreal 2002 ifrån São Caetano. 
Hans första tid i Villarreal blev förstörd på grund av skador, men har etablerat sig som en av de viktigaste spelarna i laget som slutade på tredje plats i La Liga säsongen 2004/2005 och gick till semifinal i Champions League 2006. 
Sennas främsta egenskaper som fotbollsspelare är hans passningsspel och blick för spelet samt hans stenhårda skott. I Villareal har han ett väl fungerande samspel med lagets stora stjärna Juan Román Riquelme.
Var 2004 avstängd i tre månader på grund av att spår av förbjudna substanser upptäckts i ett dopingprov.
Marcos Senna är mittfältare i den spanska klubben Villareal CF. Han är sedan våren 2006 spansk medborgare och representerade Spanien i VM i Tyskland 2006 samt EM i Schweiz och Österrike 2008.
Han är kusin med den brasilianska fotbollsspelaren Marcos Assunção.